# 贡布猪笼草
贡布猪笼草（学名：Nepenthes kampotiana）是柬埔寨南部、泰国东部及越南西部特有的热带食虫植物。其海拔分布范围为0至600米。其种加词“kampotiana”来源于柬埔寨城市贡布，该城市非常靠近贡布猪笼草第一份标本的采集地。
贡布猪笼草与象岛猪笼草（N. chang）之间存在着密切的近缘关系。杰弗里猪笼草（Nepenthes geoffrayi）}}是贡布猪笼草的一个同物异名。
在食虫植物数据库中，分类学家简·斯洛尔（Jan Schlauer）将贡布猪笼草列为斯迈尔斯猪笼草（N. smilesii）的同物异名。

## 自然杂交种
- N. kampotiana × N. mirabilis[5]

## 扩展阅读
- 中南半岛的猪笼草
- 食虫植物照片搜寻引擎中贡布猪笼草的照片 （页面存档备份，存于）

 维基共享资源上的相關多媒體資源：贡布猪笼草
 維基物種上的相關：贡布猪笼草